# Daniel Tschofenig
Daniel Tschofenig (Villaco, 28 marzo 2002) è un saltatore con gli sci austriaco.

## Biografia
Originario di Hohenthurn e attivo in gare FIS dall'agosto del 2014, in Coppa del Mondo ha esordito il 6 gennaio 2021 a Bischofshofen (30º), ha ottenuto il primo podio il 20 febbraio successivo a Râșnov (3º) e la prima vittoria il 14 gennaio 2023 a Zakopane. Ai Mondiali di Planica 2023, sua prima presenza iridata, ha vinto la medaglia di bronzo nella gara a squadre e si è classificato 14º nel trampolino normale e 12º nel trampolino lungo. Nella stagione 2024-2025 ha vinto la Coppa del Mondo generale e il Torneo dei quattro trampolini e ai Mondiali di Trondheim 2025 ha conquistato la medaglia d'argento nella gara a squadre e si è piazzato 21º nel trampolino normale e 9º nel trampolino lungo; non ha preso parte a rassegne olimpiche.

## Palmarès

### Mondiali
- 2 medaglie:
  - 1 argento (gara a squadre a Trondheim 2025)
  - 1 bronzo (gara a squadre a Planica 2023)

### Mondiali juniores
- 4 medaglie:
  - 4 ori (gara a squadre a Lahti/Vuokatti 2021; trampolino normale, gara a squadre, gara a squadre mista a Zakopane/Lygnasæter 2022)

### Coppa del Mondo
- Vincitore della Coppa del Mondo nel 2025
- 34 podi (20 individuali, 14 a squadre):
  - 14 vittorie (8 individuali, 6 a squadre)
  - 7 secondi posti (3 individuali, 4 a squadre)
  - 13 terzi posti (9 individuali, 4 a squadre)

#### Coppa del Mondo - vittorie
| Data             | Località               | Nazione     | Trampolino                                                                |
| ---------------- | ---------------------- | ----------- | ------------------------------------------------------------------------- |
| 14 gennaio 2023  | Zakopane               | Polonia     | Wielka Krokiew HS140 (con Michael Hayböck, Manuel Fettner e Stefan Kraft) |
| 25 marzo 2023    | Lahti                  | Finlandia   | Salpausselkä HS130 (con Michael Hayböck, Jan Hörl e Stefan Kraft)         |
| 1º aprile 2023   | Planica                | Slovenia    | Letalnica HS240 (con Michael Hayböck, Jan Hörl e Stefan Kraft)            |
| 23 marzo 2024    | Planica                | Slovenia    | Letalnica HS240 (con Michael Hayböck, Stefan Kraft e Daniel Huber)        |
| 7 dicembre 2024  | Wisła                  | Polonia     | Malinka HS134                                                             |
| 22 dicembre 2024 | Engelberg              | Svizzera    | Gross-Titlis-Schanze HS140                                                |
| 1º gennaio 2025  | Garmisch-Partenkirchen | Germania    | Große Olympiaschanze HS142                                                |
| 6 gennaio 2025   | Bischofshofen          | Austria     | Paul Ausserleitner HS140                                                  |
| 18 gennaio 2025  | Zakopane               | Polonia     | Wielka Krokiew HS140 (con Jan Hörl, Maximilian Ortner e Stefan Kraft)     |
| 19 gennaio 2025  | Zakopane               | Polonia     | Wielka Krokiew HS140                                                      |
| 1º febbraio 2025 | Willingen              | Germania    | Mühlenkopf HS147                                                          |
| 2 febbraio 2025  | Willingen              | Germania    | Mühlenkopf HS147                                                          |
| 9 febbraio 2025  | Lake Placid            | Stati Uniti | MacKenzie HS128                                                           |
| 29 marzo 2025    | Planica                | Slovenia    | Letalnica HS240 (con Manuel Fettner, Jan Hörl e Stefan Kraft)             |

#### Torneo dei quattro trampolini
- Vincitore del Torneo dei quattro trampolini nel 2025
- 4 podi di tappa[2]:
  - 2 vittorie
  - 2 terzi posti